# Kayla Ewell
Kayla Ewell née le 27 août 1985 à Long Beach, Californie. est une actrice américaine.
Elle débute par le rôle de Caitlin Ramirez dans le soap opera Amour, Gloire et Beauté (2004-2005) et se fait connaître par celui de Vicki Donovan qu'elle incarne de manière récurrente dans la série télévisée fantastique et dramatique Vampire Diaries (2009-2017).

## Biographie

### Jeunesse et formation
Ayant grandi à Seal Beach, elle commence à montrer un intérêt pour le métier d'actrice dès son plus jeune âge. Elle participe à des tournées avec une compagnie de Broadway, pour la production Joseph and the Amazing Technicolor Dreamcoat, à l'âge de quatre ans,.
Parallèlement, elle étudie la danse, le chant et le théâtre à la Orange County Song & Dance Company.

### Carrière

#### DeAmour, Gloire et BeautéàVampire Diaries
En 1999, elle est découverte par un agent artistique qui l'invite à passer des auditions. C'est ainsi qu'elle décroche ses premiers contrats et apparaît dans des séries télévisées comme Profiler et Freaks and Geeks, tout en continuant ses études.
En 2003, elle obtient son diplôme d'études secondaires à Los Alamitos.
Entre 2004 et 2005, elle rejoint la distribution du soap opera populaire Amour, Gloire et Beauté. Elle y joue le personnage de Caitlin Ramirez, fille de Samantha Kelly et Hector Ramirez, respectivement incarnés par Sydney Penny et Lorenzo Lamas.
Dans le même temps, elle apparaît dans plusieurs séries télévisées : Boston Public, Newport Beach, Veronica Mars et Just Cause. Au cinéma, elle joue des petits rôles dans Lucky Girl avec Lindsay Lohan et Material Girls avec Hilary Duff et Haylie Duff, deux comédies  sorties en 2006, essentiellement destinées à un jeune public.
Elle joue ensuite dans trois épisodes d'Entourage puis un rôle principal d'un direct-to-video, Une teuf d'enfer avec Lea Thompson et Tara Reid et dans le thriller Impact Point avec Brian Austin Green et Joe Manganiello.
Après une intervention dans Bones, elle décroche le rôle qui la fait connaître au grand public. Elle rejoint la série dramatique et fantastique Vampire Diaries, du réseau The CW Television Network, avec Ian Somerhalder, Paul Wesley et Nina Dobrev. La série est inspirée de la série des romans Journal d'un vampire de L. J. Smith et créée par Kevin Williamson et Julie Plec.
Vampire Diaries rencontre un franc succès auprès du public et atteint des records d'audiences pour la chaîne. Dans la série, l'actrice joue Vicki Donovan, une faiseuse de troubles de la petite ville calme de Mystic Falls. Elle est le premier humain de la série à se transformer en vampire. Son personnage est ensuite tué par Stefan Salvatore afin de sauver Elena Gilbert. Cette décision est contestée par les fans, mais le créateur, Kevin Williamson s'est défendu dans un communiqué en expliquant que personne n'était et ne devait être en sécurité dans cette série. Cependant, l'actrice annonce, peu de temps après son départ, être toujours sous contrat pour le rôle et qu'elle est ainsi amené à revenir.

#### Rôles réguliers et téléfilms

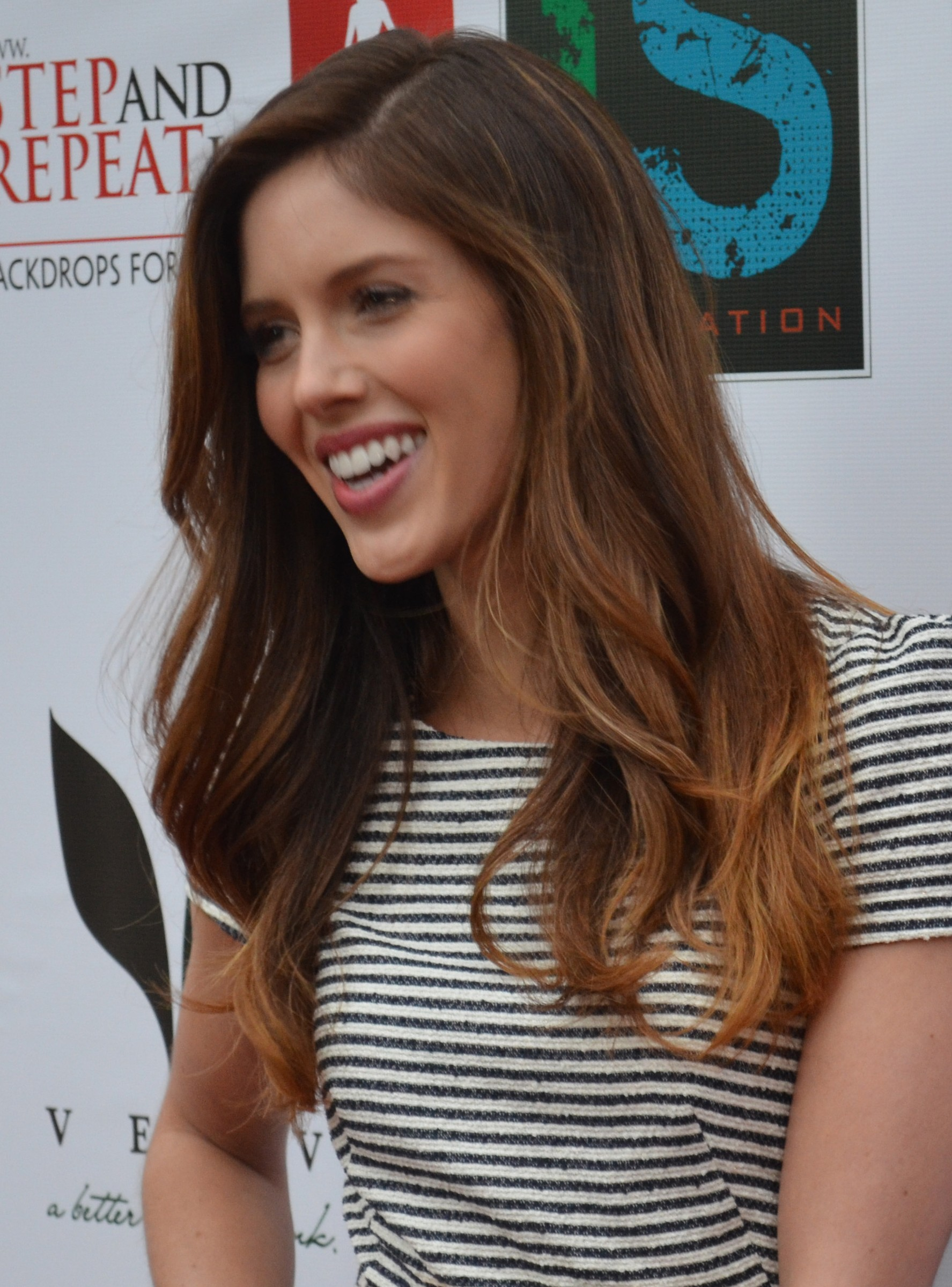
Lors de l'IS Foundation Influence Affair 2012.

Après cela, elle poursuit ses apparitions isolées à la télévision (Les Experts, Scoundrels, Dr House, The Glades) et se tourne vers l'unitaire pour obtenir des premiers rôles. Comme dans la romance Filles des villes et filles des champs, sortie en 2011.
En 2013, elle est la vedette du film d'horreur Infection, une série B, avec Sarah Butler et Michael Welch et du téléfilm Hallmark Channel, Shuffleton's Barbershop avec Austin Stowell. L'année suivante, elle travaille pour Lifetime et occupe le rôle titre du drame Une mère en détresse. Elle enchaîne par la suite les téléfilms : La demande en mariage (2015), Retrouvailles mortelles (2016), 2 Years of Love (2017). Dans le même temps, elle continue d'intervenir dans des séries télévisées (Lucifer, Grandfathered, Night Shift...).
Vampire Diaries tire sa révérence en 2017, après 8 saisons et plus de 170 épisodes, Kayla Ewell aura joué dans dix neuf épisodes, répartis entre les saisons deux, trois, cinq et huit. La même année, elle joue dans une sitcom comique produite par YouTube Red, Me and My Grandma avec Rhea Perlman.
Entre 2019 et 2020, elle renoue avec The CW Television Network en acceptant un rôle récurrent dans Roswell, New Mexico,. Il s'agit du reboot de la série télévisée Roswell, créée par Jason Katims et diffusée entre 1999 et 2002 sur The WB et UPN.

### Vie privée
Kayla a été en couple avec l'acteur américain, Kellan Lutz, de septembre 2006 à juillet 2008.
Depuis février 2010, elle partage la vie de l'acteur canadien, Tanner Novlan. Après s'être fiancés en décembre 2014, ils se sont mariés le 12 septembre 2015 à Los Angeles. Candice Accola, Nina Dobrev, Michael Trevino et Sara Canning, ses partenaires dans Vampire Diaries, dont elle est proche, étaient aussi présentes à son mariage. Ensemble, ils ont une fille, prénommée Poppy Marie Novlan née le 16 juillet 2019 et un fils, prénommé Jones Douglas Novlan né le 6 juin 2022.

## Filmographie

### Cinéma

#### Courts métrages
- 2016 : Clandestine Dynasty de Mayon Denton et Bryan Lugo : Agent Carol (également productrice associée)
- 2017 : Derek Hough Hold On de Derek Hough : Samantha

#### Longs métrages
- 2006 : Lucky Girl de Donald Petrie : Janet, la caissière
- 2006 : Material Girls de Martha Coolidge : La réceptionniste de Fabiella
- 2008 : Une teuf d'enfer de Nick Weiss : Kara (vidéofilm)
- 2008 : Impact Point de Hayley Cloake : Jen Crowe
- 2009 : Sea, Sex and Fun de Will Gluck : Margot Jane Lindsworth-Calligan
- 2013 : Infection de Christopher Roosevelt : Taylor
- 2019 : The Creatress de Jason Cook : Lacey

### Télévision

#### Séries télévisées
- 2000 : The Sullivan Sisters : Peyton (pilote non retenu)
- 2000 : Profiler : Faith Cleary (1 épisode)
- 2000 : Freaks and Geeks  : Maureen Sampson (3 épisodes)
- 2004 : Boston Public : Dianne (2 épisodes)
- 2004-2005 : Amour, Gloire et Beauté (The Bold and Beautiful) : Caitlin Ramirez (132 épisodes)
- 2005 : Newport Beach : Casey (3 épisodes)
- 2006 : Veronica Mars : Angie Dahl (1 épisode)
- 2006 : Juste cause : Cindy Robinson (1 épisode)
- 2007-2008 : Entourage : Amy / L'assistante de Dana (3 épisodes)
- 2009 : Bones : Alyssa Howland (1 épisode)
- 2009-2017 : Vampire Diaries : Vicki Donovan (19 épisodes)
- 2010 : Les experts  : Bettina Clark (1 épisode)
- 2010 : Scoundrels : Chantelle Hazenby (1 épisode)
- 2010-2011 : Dr House  : Nika (2 épisodes)
- 2011 : The Glades : Maggie Bauman (1 épisode)
- 2012 : Franklin and Bash : Monica Ward (1 épisode)
- 2015 : Lucifer  : Amanda (1 épisode)
- 2015 : Grandfathered : Maya (1 épisode)
- 2016 : Night Shift : Cristina (saison 3, épisode 11)
- 2017 : Me and My Grandma : Victoria (6 épisodes)
- 2019-2020 : Roswell, New Mexico : Nora Truman / Mara, jeune
- 2020 : Batwoman : Nocturna / Natalia Knight (saison 1, épisode 13)
- 2021 : The Rookie : Sabrina / Natalia Knight (saison 4, épisode 14)

#### Téléfilms
- 2011 : Filles des villes et filles des champs de David S. Cass Sr. : Alicia Crosby
- 2013 : Shuffleton's Barbershop de Mark Jean : Norma Cameron
- 2014 : Une mère en détresse de Michael Feifer : Rachel
- 2015 : La demande en mariage de Bradford May : Lena
- 2016 : Retrouvailles mortelles de Jake Helgren : Patty Garner
- 2017 : 2 Years of Love de Thadd Turner : Samantha Grey
- 2017 : Sweet Sweet Summertime de Ken Carpenter : Jenna Southerland
- 2018 : Mon amour, mon obsession (A Friend's Obsession) de Craig Goldstein : Kate